# Lipovec (kraj pardubicki)
Lipovec – wieś i gmina w Czechach, w powiecie Chrudim, w kraju pardubickim. Według danych z dnia 1 stycznia 2013 liczyła 218 mieszkańców.